# Европско првенство у атлетици у дворани 1974 — 60 метара за жене
Такмичење у трчању на 60 метара у женској конкуренцији  на 5. Европском првенству у дворани 1974. одржано је 10. марта у дворани Скандинавијум у Гетеборгу, (Шведска).
Титулу европске првакиње освојену на Европском првенству у дворани 1973. у Ротердаму  бранила је Анегрет Рихтер из Западне Немачке.

## Земље учеснице
Учествовала је 21 атлетичарка из 13 земаља.
1. Аустрија (1)
2. Белгија (1)
3. Данска (1)
4. Западна Немачка (3)
5. Источна Немачка (3)
6. Пољска (2)
7. Румунија (1)
8. Совјетски Савез (2)
9. Уједињено Краљевство (1)
10. Финска (1)
11. Француска (2)
12. Холандија (2)
13. Шведска (1)

## Рекорди
| Рекорди пре почетка Европског првенства у дворани 1974.     | Рекорди пре почетка Европског првенства у дворани 1974. | Рекорди пре почетка Европског првенства у дворани 1974. | Рекорди пре почетка Европског првенства у дворани 1974. | Рекорди пре почетка Европског првенства у дворани 1974. | Рекорди пре почетка Европског првенства у дворани 1974. |
| ----------------------------------------------------------- | ------------------------------------------------------- | ------------------------------------------------------- | ------------------------------------------------------- | ------------------------------------------------------- | ------------------------------------------------------- |
| Светски рекорд                                              | Анегрет Рихтер                                          | Западна Немачка                                         | 7,27                                                    | Ротердам, Холандија                                     | 11. март 1973.                                          |
| Европски рекорд                                             | Анегрет Рихтер                                          | Западна Немачка                                         | 7,27                                                    | Ротердам, Холандија                                     | 11. март 1973.                                          |
| Рекорди европских првенстава                                | Анегрет Рихтер                                          | Западна Немачка                                         | 7,27                                                    | Ротердам, Холандија                                     | 11. март 1973.                                          |
| Рекорди после завршеног Европског првенства у дворани 1974. |                                                         |                                                         |                                                         |                                                         |                                                         |
| Светски рекорд                                              | Ренате Штехер                                           | Источна Немачка                                         | 7,16                                                    | Гетеборг, Шведска                                       | 10. март 1974.                                          |
| Европски рекорд                                             | Ренате Штехер                                           | Источна Немачка                                         | 7,16                                                    | Гетеборг, Шведска                                       | 10. март 1974.                                          |
| Рекорди европских првенстава                                | Ренате Штехер                                           | Источна Немачка                                         | 7,16                                                    | Гетеборг, Шведска                                       | 10. март 1974.                                          |

## Освајачи медаља
|                               |                                 |                       |
| Ренате Штехер Источна Немачка | Андеа Линч Уједињено Краљевство | Ирена Шевињска Пољска |

## Резултати
У овој дисциплини одржана су три нивоа такмичења:квалификације, полуфинале и финале. Такмичење је одржано 10. марта.

### Квалификације
Учеснице су подељене у четири групе, прва са 6,  а остале по 5 такмичарки. За поуфинале квалификоване су по 4 првопласиране из сваке групе. (КВ)
| Пласман | Група | Атлетичарка          | Земља                  | Време | Белешка                 |
| ------- | ----- | -------------------- | ---------------------- | ----- | ----------------------- |
| 1.      | 2     | Ирена Шевињска       | Пољска                 | 7,24  | КВ =СРд, ЕРд, РЕПд, НРд |
| 2.      | 1     | Андеа Линч           | { Уједињено Краљевство | 7,30  | КВ                      |
| 2.      | 2     | Анегрет Рихтер       | Западна Немачка        | 7,30  | КВ                      |
| 4.      | 2     | Елен Строфал         | Источна Немачка        | 7,34  | КВ                      |
| 4-      | 3     | Мона-Лиса Пурсиајнен | Финска                 | 7,34  | КВ                      |
| 6.      | 4     | Силвијан Телије      | Француска              | 7,37  | КВ                      |
| 7.      | 4     | Ренате Штехер        | Источна Немачка        | 7,37  | КВ                      |
| 8.      | 1     | Надежда Бесфамилна   | Совјетски Савез        | 7,38  | КВ                      |
| 9.      | 3     | Линда Хаглунд        | Шведска                | 7,41  | КВ                      |
| 10.     | 2     | Елен Строфал         | Источна Немачка        | 7,45  | КВ                      |
| 10.     | 3     | Кристијане Краузе    | Западна Немачка        | 7,45  | КВ                      |
| 12.     | 1     | Надин Голето         | Француска              | 7.46  | КВ                      |
| 13.     | 1     | Ренате Хоѕер         | Источна Немачка        | 7.49  | КВ                      |
| 14.     | 4     | Елвира Посеке        | Западна Немачка        | 7,51  | КВ                      |
| 15.     | 4     | Малгоржата Богуцка   | Пољска                 | 7,57  | КВ                      |
| 16.     | 4     | Кармен Ене           | Румунија               | 7,.65 | КВ                      |
| 17.     | 3     | Кармен Мер           | Аустрија               | 7,69  |                         |
| 18.     | 4     | Мике ван Висен       | Холандија              | 7,70  |                         |
| 19.     | 2     | Бирте Педерсен       | Данска                 | 7,73  | ЛРд                     |
| 20.     | 1     | Вилма Схуринк        | Холандија              | 7,82  |                         |
| 21.     | 1     | Lea Alaerts          | Белгија                | 7,85  |                         |

### Полуфинале
Учеснице су подељене у две групе, по 8 такмичати, од којих су се по 4 првопласиране из сваке групе пласирале у финале. (КВ)
| Пласман | Група | Атлетичарка          | Земља                  | Време | Белешка             |
| ------- | ----- | -------------------- | ---------------------- | ----- | ------------------- |
| 1.      | 1     | Мона-Лиса Пурсиајнен | Финска                 | 7,22  | КВ , СРд, ЕРд, РЕПд |
| 2.      | 2     | Андеа Линч           | { Уједињено Краљевство | 7,24  | КВ, НРд             |
| 3.      | 2     | Силвијан Телије      | Француска              | 7,27  | КВ                  |
| 4.      | 2     | Ренате Штехер        | Источна Немачка        | 7,27  | КВ                  |
| 5.      | 1     | Ирена Шевињска       | Пољска                 | 7,28  | КВ                  |
| 6.      | 2     | Анегрет Рихтер       | Западна Немачка        | 7,30  | КВ                  |
| 7.      | 1     | Линда Хаглунд        | Шведска                | 7,33  | КВ                  |
| 7.      | 2     | Елен Строфал         | Источна Немачка        | 7,33  | ЛРд                 |
| 9.      | 1     | Људмила Маслакова    | Совјетски Савез        | 7,34  | КВ                  |
| 10.     | 1     | Кристијане Краузе    | Западна Немачка        | 7,39  |                     |
| 10.     | 2     | Надежда Бесфамилна   | Совјетски Савез        | 7,39  |                     |
| 12.     | 1     | Надин Голето         | Француска              | 7,46  |                     |
| 13.     | 1     | Ренате Хоѕер         | Источна Немачка        | 7,48  |                     |
| 14.     | 2     | Малгоржата Богуцка   | Пољска                 | 7.49  |                     |
| 15.     | 1     | Елвира Посеке        | Западна Немачка        | 7,51  |                     |
| 16.     | 2     | Кармен Ене           | Румунија               | 7,61  | НРд                 |

### Финале
Финале је као и предтакмичење одржано истог дана 10. марта,
| Пласман | Атлетичарка          | Земља                | Резултат | Белешка             |
| ------- | -------------------- | -------------------- | -------- | ------------------- |
|         | Ренате Штехер        | Источна Немачка      | 7,16     | СРд, ЕРд, РЕПд, НРд |
|         | Андреа Линч          | Уједињено Краљевство | 7,17     | НРд                 |
|         | Ирена Шевињска       | Пољска               | 7,20     | НРд                 |
| 4.      | Мона-Лиса Пурсиајнен | Финска               | 7,24     |                     |
| 5.      | Људмика Маслакова    | Совјетски Савез      | 7,35     |                     |
| 6.      | Линда Хаглунд        | Шведска              | 7,35     |                     |
| 7.      | Анегрет Рихтер       | { Западна Немачка    | 7,35     |                     |
| 8.      | Силвијан Телије      | Француска            | 7,37     |                     |

## Укупни биланс медаља у трци на 60 метара за жене после 5 Европског првенства у дворани 1974.
|    | Земља                |   |   |   |    |
| -- | -------------------- | - | - | - | -- |
| 1. | Источна Немачка      | 4 | 1 | 0 | 5  |
| 2. | Француска            | 0 | 2 | 2 | 4  |
| 3. | Западна Немачка      | 1 | 1 | 1 | 3  |
| 4. | Уједињено Краљевство | 0 | 1 | 0 | 1  |
| 5. | Холандија            | 0 | 0 | 1 | 1  |
| 5. | Пољска               | 0 | 0 | 1 | 1  |
|    | Укупно {6}           | 5 | 5 | 5 | 15 |

|    | Атлетичар        | Земља           |    |    |    |    |
| -- | ---------------- | --------------- | -- | -- | -- | -- |
| 1. | Ренате Мајснер*  | Источна Немачка | 4* | 0  | 0  | 4  |
| 2. | Анергет Рихтер*  | Западна Немачка | 1  | 1* | 1  | 3  |
| 3. | Силвијан Телије* | Француска       | 0  | 2  | 2* | 4* |